# ねるねるねるね

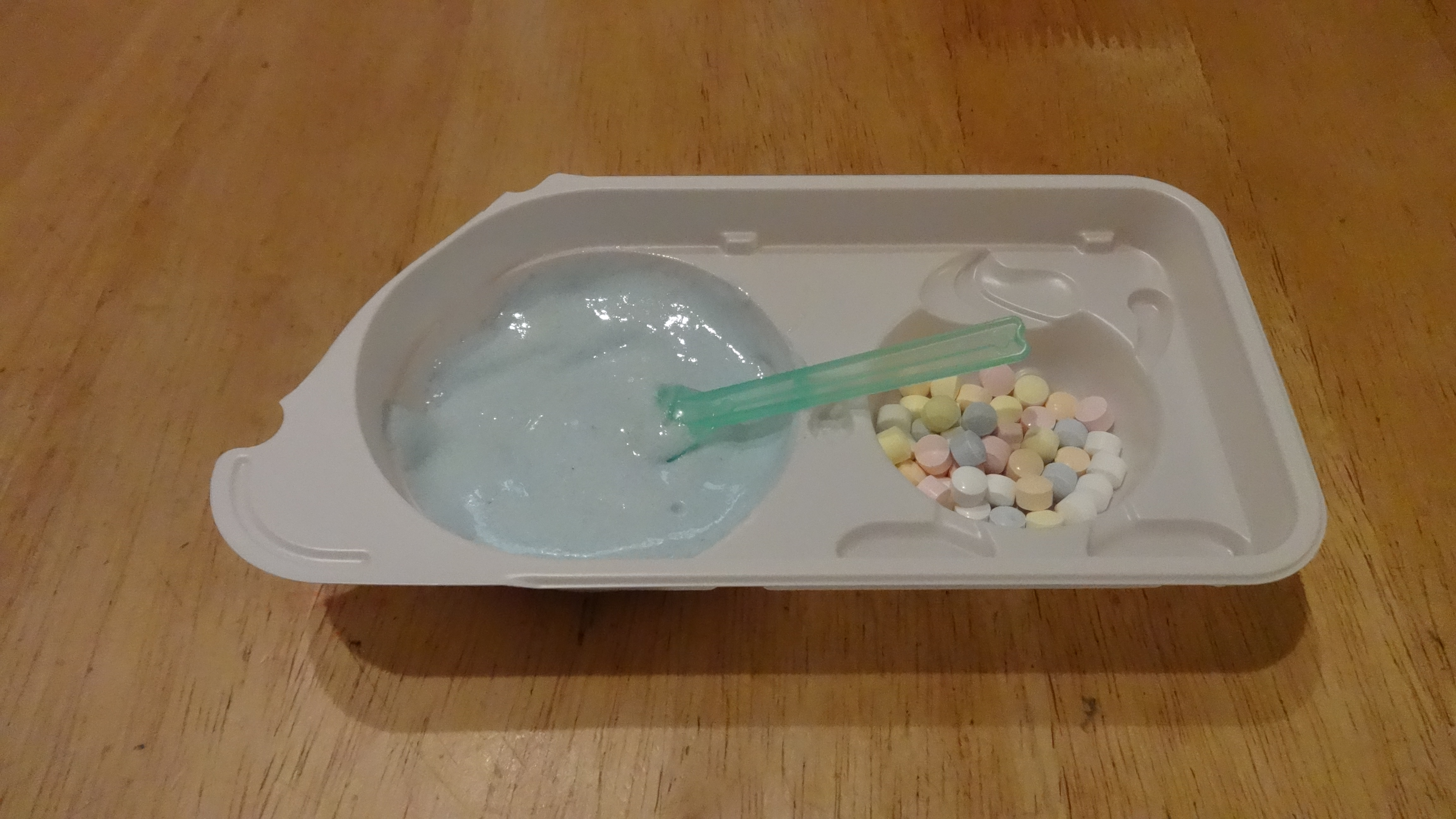
ねるねるねるね（ソーダ味）

ねるねるねるねは、1986年よりクラシエ株式会社 フーズカンパニー（旧カネボウフーズ・ベルフーズ→クラシエフーズ）から発売されている菓子。

## 概要
砂糖を主成分とした粉に水を加えて「ねるねる」を作り、キャンディチップやチョコクランチを付けて食べる。化学実験を思わせる手順によって自ら菓子を「作る」斬新さや、作る過程でねるねるの色が変わる点などが子供の心を掴み、発売から30年以上経った現在も根強い人気を誇っている。開発当初は「ねりっちょ」という名称も検討されたが、議論の末「ねるねるねるね」となった。2011年時点で、累計7億食を販売している。
ねるねるねるねを始めとして、クラシエフーズが発売する一連の作る菓子は、サイバー菓子（ケミカル菓子）などと呼ばれていたが、社名がクラシエフーズになってからでは知育菓子というジャンルで展開している。「知育菓子」はクラシエの登録商標である。なお、知育菓子の材料は大半が天然由来の既存添加物であり、指定添加物（合成添加物）は使われていない。2019年、親世代を対象に、知育菓子は合成着色料・保存料を一切使用していないことをアピールする動画「未来戦士イガイダー」を制作し、YouTubeで配信した。ねるねるねるねの場合、着色に使われるのはアントシアニン系の色素であり、着色料の原材料は紫キャベツの葉（赤紫色）、クチナシの果実（黄色）、スピルリナ（青色）である。色の変化も酸性値の変化によるもので、これはリトマス試験紙と同じ原理である。初期には練ると糸を引くものもあった。2019年の報道によると、日本における作る菓子の市場規模は約50億円で、クラシエフーズが約9割のシェアをもつとみられるが、近年は競争が激化している。
2011年2月に、味のリニューアルが行われ、現代の子供の味覚に合わせて「おいしいブドウ味」を甘めに変更した。
2019年8月8日に、発売以来初となる値上げが行われた（店頭想定価格が税別100円→120円）。
2023年に服薬補助用に「おくすりパクッとねるねる」が開発された。薬が苦手な子どもを対象としており、通常の「ねるねるねるね」に配合されているカルシウムを一部の薬において効果を阻害する恐れがあるため不使用化され、通常の「ねるねるねるね」に含まれている卵を含むアレルギー物質（表示義務8品目+推奨20品目）も不使用化されている。

## 原理
1番の袋に重曹と色素が入っている。これに水を加えることで中性からアルカリ性となり、青色に発色する。そこに2番の袋に入っているクエン酸を加えることで酸性になり紫色～赤色になる。同時に炭酸ガスが発生するため膨らむ。炭酸ガスは卵白と増粘多糖類の作用でなめらかなクリーム状の泡となる。3番の袋に入っているキャンディーをつけて食べることで、食べやすくなる（なお、色の説明は「ねるねるねるねブドウ味」の場合）。

## CMキャラクター
- 1986年発売当初から2000年までは、魔女のような姿をした老婆が登場するテレビCMが流されていた。魔女役を演じていたのは、アメリカ出身のモデル、フランシス・ケネディ[6]。声は声優の鈴木れい子が担当。
- 2000年は、曲に合わせながら腕が伸びる魔女が登場した[注 1]。
- 2004年は、キングコングが手品師に扮して出演した。
- 2005年は、新たなマスコットキャラクターとして、「ねるねるランド」からやってきた「ねるね」が登場した。
- 2011年2月、魔女の老婆が再登場した新CMが放映された[1]。このCM動画はクラシエフーズの公式サイトにて、「魔女inスーパー篇」として現在も公開中[7]。新・魔女役は、稲川素子事務所所属のCynthia Cheston（シンシア・チェストン）[注 2]。声は、声優の谷育子が担当。先述の2011年2月以降の配役も旧版とは別人である。

## 主な知育菓子
発売時期によって商品名や作り方や形状などは異なり、1～2年ごとにマイナーチェンジが繰り返されている。
- ムクムク：泡が大量に発生する炭酸飲料系の粉末ジュース。泡は卵白成分（メレンゲの要領）によるもの。
- ツブポン：液体の中にもう一方の液体をスポイトで垂らすと凝固し、底にゼリー状の粒が溜まる。
- カチンカチン：粉末を水で練ると、次第に固まってラムネ状の菓子が出来上がる。「水入れて、粉入れて、1分経ったらカチンカチン♪」というCMが流れた。
- なるなるみになる：枝を模した放射状のスティックにシロップをつけ、それに粉末をつけるのを交互に繰り返すと木の実のような球形のグミができあがる。
- なるなるグミの実：上記の「なるなるみになる」の商品名を変更したもの。
- すらすらキャンバス：粉末の上にスポイトでシロップを垂らして字や絵を描くと、その部分だけが固まってゼリーになり、ソースを付けて食べる。
- ぴろろんぱ：上記の「すらすらキャンバス」と同様だが、字や絵の代わりにひも状を描いてゼリーを作り、カラフルシュガーをつけて食べる。
- かきまショー：「すらすらキャンバス」と同様に字や絵を描いてゼリーを作り、泡ソースをつけて食べる。
- ガムがため：粉末を特製の型に入れて押し固めると、ガム（のようなもの）ができあがる。
- ぐぐっとガムダス：上記のガムがためと同様。
- どこまででるでる：粉と水をカップに入れ、蓋をしてストローを挿すと、ストローから泡がどんどん出てくる。
- ずんずんもこもこ：上記のどこまででるでるの商品名を変更したもの。
- むにょっぴちょちょ：氷の上にチョコレートで絵を描き、フルーツソースにつけて食べる。CMには江頭2:50が覆面を被ったヒーロー風のキャラクターに扮して出演した。
- うにょうにょ：クリームを筒に詰めてピストンを押し、できたものを食べる。
- のびキャン：二つの粉末をトレーで混ぜ、少量の水を加え、混ぜ合わせて水飴状になったものを食べる。同梱の割り箸に絡めて捏ねると、弾力が増して1mほど伸びる。
- のびぴゅん：上記の「のびキャン」の商品名を変更したもの。
- のびゅ～ん：上記二つの「のびキャン」「のびぴゅん」の商品名を変更したもの。
- にょびガムラ～：上記の3つと同様だが、こちらは割り箸の代わりに棒で混ぜるようになっており、固まるとガムになる。
- にょっきにょっき：棒状のお菓子を作る。
- むじむじちゃちゃ：「すらすらキャンバス」の色つき版。
- バッキンガムガム：「カチンカチン」に粒状のガムを入れたもの（名称はバッキンガム宮殿が由来）。
- こねこねっち：「のびぴゅん」の強力版。
- がむにょろぼー：「にょっきにょき」と同様に棒状のお菓子を作るのだが、こちらはガムのようなものになる。
- にょろりんぷかちょ：ソーダの中にチョコレートを入れて固める。
- ちゃぷちゃぷもこもこ：水をつけたスティックを粉の中に入れると膨らむ。
- ふりふりたまポン：ボールの中に粉と水を入れて勢いよく振るとゼリーができあがる。
- フリ玉グミ：上記の「ふりふりたまポン」と同様。
- ころころぽろろん：「なるなるみになる」と同様。串状のものでゼリーを作る。
- ぬりりんグミミン：粉末を水と混ぜて型に入れ、しばらく押さえると固まってグミができあがる。
- どどっとつぶぴょん：スポイトから垂らした液をシロップに入れると固まって大量の粒ゼリーができ、これを泡ソースにのせて食べる。CMに石立鉄男を起用。
- つぶっち：上記の「どどっとつぶぴょん」の商品名を変更したものだが、不評だったため再び「どどっとつぶぴょん」に変更した。
- どさどさくっつく：「なるなるみになる」の平面版。水と粉に交互につけると棒の先端にゼリー状のものができる。食感は餅っぽい。
- ぶらんぶらん：釣り竿の先が輪になっており、トレーにセットして粉を入れてシロップをかけてゼリー状のお菓子が固まったら釣り上げる。
- プカポン：コップにラムネ入りの粉と冷水を入れて混ぜ。別の粉を入れると色が変わって泡立つソーダになり、さらにコップの底のラムネが踊るように浮き上がってくる。
- かってにあわデール：上記の「どこまででるでる」「ずんずんもこもこ」の商品名を変更したもの。出てきた泡をメロン味のゼリーにかけて食べる。
- わさわさぶらぶら：上記の「ぶらんぶらん」と同様。
- ゆさゆさぷるぷる：上記二つの「ぶらんぶらん」「わさわさぶらぶら」と同様。
- チュチュチュチュ：すらすらキャンバスに似ているが、こちらは液体の上にスポイトで描いた字や絵がゼリー状に固まるので、それをストローで吸う。
- ぷにょぷにょぽっこん：トレーに丸い餅状のお菓子を作り、小さなコーン菓子を上から押し、詰め込む。1分待って固まったら、トッピングを掛けて仕上がり。三波春夫風のCMが流された。
- フリフリコロコロ：『ガムがため』に近い、ガシャポンのようなカプセルの中に粉ガムと液体を垂らして振り、ガムを作る。
- あれこれそれゴックン：メロン、シナモン、レモンのジュースを作り、全部混ぜるとコーラの味が楽しめる。全て混ぜるとパイン味の物もあった。
- パチパチパッチン：直径3cm程度の6角柱形状の中でお菓子を作り、ボルト形状のスティックで出し入れすると、パチパチ音が出るお菓子ができる。
- じんわかぼわぼわ：1990年。
- チュッとなぞって：不明
- モコモコット：不明
- くっつきっつ：不明
- チョコがため：ガムがためのチョコレート版。
- ひょっこりんぼ：ヤクルト容器のような器の中で水と粉を混ぜる。とても柔らかい餅のような菓子ができる。
- ぼわんぱ：円柱状の容器に粉を入れてコップに水を入れて、粉を半分に曲げてコップの中に入れて、しばらくすると浮き上がりラムネ状になる。
- べんべろべーん：トレーに入れたシロップに粉を入れ、ストローに引っかけて持ち上げると湯葉のように薄い膜状に固まる。これにソースをつけて食べる。
- べらベーら：上記の「べんべろべーん」と同様だがこっちは泡ソースをつけて食べる。
- ペロロン：上記の「べらベーら」と同様。
- グミビューン：上記の「ペロロン」の商品名を変更したもの。
- グミつれた：上記の「グミビューン」の商品名を変更したもの。
- えんやらぽっこ：つぼ型の容器の中で粉と水を混ぜると膨らんで固まり、ふわふわのお菓子ができる。意外に歯ごたえがあり餅のような食感で味は薄い。できあがる量がかなり多い。
- ぬっきんきん：円柱状の容器に粉と水を混ぜて棒を差す。しばらくすると固まってグミのようになり、それにトッピングをするとできあがり。量が少ないのが難点。
- トンビューン：ゼリー状のお菓子をスティックで絡め、伸ばすと1m程度の長いお菓子ができる。
- むむむんほわ：トレーに粉を入れて水をつけた棒につけて取って食べる。
- スーパームクムク：不明
- ぴらんぺら：粉に水を加え、棒を付けてシートに挟み、3分待つと団扇型のお菓子ができる。
- ぽんぷちぽん：透明のトレー容器窪みでツブポンと同じ粒ゼリーが蛙の卵のように大量にでき、シロップ中で漂う。
- チュッチー：不明
- つぼっつぶ：つぼ型の小さなプラ容器に粉をれると、やや粘性のあるシュワシュワとしたラムネ味の泡ができるので、トッピングを混ぜて食べる。
- くるくるぺろりん：不明
- かためてくんくるん：トレーに粉を入れて水を入れて混ぜて、固まる前にクラッカーの棒を挿す。固まるとラムネになり、独楽のような形状になって回して遊べる。
- コロコロムーチョ：トレーに粉と水を入れて混ぜてクリームを作り、複数の穴が空いたカップをトレーに入れ、少しずつ押してカップの中にクリームを1～2cmほど押し出し、その上に粉をかけコロコロしてまぶす。クリームがなくなるまで繰り返す。
- にょきにょきコロロン：上記の「コロコロムーチョ」の商品名を変更したもの。
- むにゅっとでるで～る：不明
- ぺったらなんじゃら?：不明
- おっタマでるでる!：不明
- 大人のねるねるねるね：名前の通り、甘さを控えた大人向けのねるねるねるね。赤白2種の本格ぶどう味・摘みたていちご味・りんごのカラメリゼ味の3種が発売された。

## その他
- 初代CMで「うまい!!」と言った後に、ドッキリの成功に近い（文章で表す際はしばしば「テーレッテレー」と表現される）効果音を鳴らし、子供達の間でネタにしていた。
- 講談社が毎週金曜発売の雑誌「フライデー」では、当商品の容器をコカインの吸収器具と誤報し、しばしば薬物と見誤った。
- 日清食品がラ王の色と味が変わる「マジカルラ王」の作り方を公開しCMは『ねるねるねるね』のCMが題材にされた[8][9]。また、同じく日清食品のカレーメシのCM「信じて混ぜれば本格カレー 篇」で魔女の老婆がカレーメシを混ぜるシーンが一瞬映る[10]。老婆役はギャル曽根

- 漫画「僕の心のヤバイやつ」コミック1巻のKalte.7 「僕は練りに練った」にて登場人物の山田杏奈が本品を作る時にCMの描写が使われた。またアニメ第1期 karte 2（第2話）の冒頭でも山田杏奈が本品を作る場面がある。